# California Girls
«California Girls» — песня, написанная Брайаном Уилсоном и Майком Лавом для своей рок-группы Beach Boys. Песня вошла в её альбом 1965 года Summer Days (And Summer Nights!!).
Песня была выпущена группой как сингл и достигла в США 3 места в Billboard Hot 100. На обратной стороне сингла была песня «Let Him Run Wild» с того же альбома Summer Days.
Песня считается символом калифорнийского звучания 1960-х годов (так называемого California Sound).
В 2004 году журнал Rolling Stone поместил песню «California Girls» в исполнении группы Beach Boys на 71 место своего списка «500 величайших песен всех времён». В списке 2011 года песня находится на 72 месте. В 2010 году оригинальная запись этой песни группы Beach Boys была принята в Зал славы премии «Грэмми».
В 2010 году сингл группы Beach Boys с этой песней (1965 год) был принят в Зал славы премии «Грэмми».
Кроме того, песня «California Girls» в исполнении Beach Boys вместе с ещё четырьмя их песнями — «Don’t Worry Baby», «God Only Knows», «Good Vibrations» и «Surfin’ U.S.A.» — входит в составленный Залом славы рок-н-ролла список 500 Songs That Shaped Rock and Roll.

### Версия Дэвида Ли Рота
В 1984 году свою кавер-версию песни записал Дэвид Ли Рот. Она была включена в его мини-альбом 1985 года Crazy from the Heat. Как и оригинальная версия Beach Boys, она достигла 3 места в чарте Billboard Hot 100.